# Richard Walzer
Richard Rudolf Walzer (14 de julio de 1900, Berlín – 16 de abril de 1975, Oxford), erudito alemán estudioso de la filosofía griega y árabe.

## Biografía
Nacido en Berlín, Walzer abandonó Alemania cuando Hitler llegó al poder y, de 1933 a 1938, fue profesor de filosofía griega en la Universidad de Roma. Se fue a Oxford, donde dio clases sobre la filosofía árabe, griega y hebrea. Walzer descubrió mucho material perdido griego en los escritos filosóficos en árabe, y contribuyó tanto a la comprensión del pensamiento griego como a su uso y desarrollo por los pensadores islámicos medievales.